# Torbjørn Sindballe
Torbjørn Sindballe (født 21. oktober 1976) er en dansk triatlet.
Sindballe meddelte i juni 2009, at han med øjeblikkelig virkning stopper sin karriere pga. en medfødt fejl i den ene hjerteklap (bicuspid aorta klap).

## Største resultater
Den 15. oktober 2005 satte han rekord for cyklingen i Hawaii Ironman, som afvikles i Kailua-Kona, Hawaii. Hans tid for de 180 km cykling var 4:21:37, hvilket giver 41,3 km/t i snit.
Den 19. november 2006 vandt han ITU's VM i langdistance triatlon i Canberra, Australien. 
Den 13. oktober 2007 blev han nr. 3 i Hawaii Ironman og leverede det bedste danske resultat til dato. 